# ドレミファ船長
『ドレミファ船長』（ドレミファせんちょう）は、NHK教育テレビジョンで1963年4月11日から1966年3月17日まで幼稚園・保育所の時間に放送されていた音楽系教育番組である。

## 概要
歌の上手なドレミファ船長と仲間たちを乗せた船「ドレミファ号」は南の島を目指す途中、出会った住民に音楽を披露する。

## キャスト
ドレミファ船長
演 - 友竹正則
カー助
声 - 山本寿美子
スイスイ
演 - 坂本新兵（1963年度 - 1964年度）
食いしん坊である。
チャペ
演 - 松島トモ子（1963年度 - 1964年度）
おしゃべりな性格。
チャコ
演 - 小鳩くるみ（1965年度）

## スタッフ
- 作 - 吉永淳一[2]
- 作曲 - 越部信義[2]